# Emma Clayton (écrivain)
Pour les articles homonymes, voir Emma Clayton et Clayton.
Emma Clayton (née le 11 juin 1968) est une romancière britannique qui écrit des thrillers pour la jeunesse.

## Biographie
Un de ses ouvrages, The Roar (traduit en français : « Le Mur »), a été nommé pour la médaille Carnegie 2009 et a remporté le Yorkshire Coast Book Award et a été sélectionné pour la USBBY 2010.
À l'école, Clayton s'intéresse aux arts, mais quitte l'école à 16 ans, découragée par les voies de la filière classique. À la fin de son adolescence, elle suit une formation d'archéologue sur le terrain.
Pendant une courte période elle est illustratrice indépendante, puis retourne à l'école étudier le cinéma et l'écriture pour l'écran.
Elle écrit son premier roman à 26 ans, après la naissance de sa fille. Il est suivi par The Roar plusieurs années après.